# Onthophagus colasi
Onthophagus colasi là một loài bọ cánh cứng trong họ Bọ hung (Scarabaeidae).